# Kotscherigin LR
Die Kotscherigin LR (russisch Кочеригин ЛР) war ein sowjetisches Aufklärungsflugzeug der 1930er Jahre. Sie wurde von einer Gruppe unter der Leitung von Sergei Kotscherigin im Zentralen Konstruktionsbüro entwickelt, weshalb sie auch nach dessen Kürzel als ZKB-1 (ЦКБ-1) benannt wurde.

## Entwicklung
Der Auftrag für die Entwicklung eines Nachfolgemodells der R-5 wurde Kotscherigin 1931 erteilt. Der damaligen Doktrin der Mehrzweckfähigkeit folgend sollte es neben seiner Aufklärungsrolle auch als leichtes Bomben- und Schlachtflugzeug verwendbar sein. Eine wesentliche Forderung gegenüber der R-5 bestand in einer höheren Geschwindigkeit. Die Entwicklungsarbeiten begannen Anfang 1932. Die Konstrukteure orientierten sich im Großen und Ganzen an dem Vorgängermodell und entwarfen einen Anderthalbdecker mit starrem Fahrwerk. Er erhielt die Bezeichnung LR, dem Kürzel für „leichter Aufklärer“ (Legki raswedtschik, Легкий разведчик). Als wesentlicher äußerlicher Unterschied wurde die Spannweite des oberen Tragflügels von 15,50 m auf 13,00 m und des unteren von 12,00 m auf 10,80 m reduziert. Als Antrieb wurde der von Alexander Mikulin entworfene M-34 vorgesehen, dessen Testphase kurz zuvor  zum Ende 1931 erfolgreich abgeschlossen wurde und dessen Produktion nach dem Jahreswechsel gerade angelaufen war. Der Motor fand dann später auch in der R-5 Verwendung. Der Prototyp wurde im Juli 1933 fertiggestellt und begann umgehend mit der Erprobung. Ein zweites als LR-2 bezeichnetes Exemplar erhielt den mit einem Lader ausgerüsteten M-34N (N für nagnetalni, aufgeladen) und erreichte bei der Erprobung in 5000 Metern Höhe eine Geschwindigkeit von 314 km/h. Insgesamt stellte das Muster aber keinen wesentlichen Fortschritt zur R-5 dar, weswegen nach dem Abschluss der Flugerprobung 1934 entschieden wurde, die LR nicht in die Produktion zu überführen.

## Aufbau
Die LR war ein verspannter Anderthalbdecker in Holzbauweise mit Stoffbespannung und Metallbeplankung im Motorbereich. Die beiden Tragflächen waren ebenfalls stoffbespannt und untereinander und mit dem Rumpf durch I-Stiele verbunden. Die hochangesetzte Höhenflosse war zum Rumpf hin abgestrebt. Das Heckradfahrwerk war starr und verfügte über einen Schleifsporn, wobei die Haupträder während der Erprobung im Winter durch Kufen ersetzt wurden.

## Technische Daten
| Kenngröße             | Daten                                                         |
| --------------------- | ------------------------------------------------------------- |
| Besatzung             | 2                                                             |
| Spannweite            | 13,00 m (oben) 10,80 m (unten)                                |
| Länge                 | 8,64 m                                                        |
| Höhe                  | k. A.                                                         |
| Flügelfläche          | 36,52 m²                                                      |
| Leermasse             | 1734 kg                                                       |
| Zuladung              | 967 kg                                                        |
| Startmasse            | 2426 kg                                                       |
| Antrieb               | ein Zwölfzylinder-V-Motor M-34 mit 750 PS (552 kW)            |
| Höchstgeschwindigkeit | 271 km/h in Bodennähe 247 km/h in 3000 m Höhe                 |
| Steigzeit             | 7,3 min auf 3000 m                                            |
| Gipfelhöhe            | 7400 m                                                        |
| Reichweite            | 700 km                                                        |
| Bewaffnung            | ein starres 7,62-mm-MG PW-1 ein bewegliches 7,62-mm-MG SchKAS |